# Massimo Pallottino
Massimo Pallottino (Róma, 1909. november 9. – Róma, 1995. február 7.) olasz etruszkológus, régész és művészettörténész. 1946 és 1980 között a La Sapienza Egyetemen tanított Rómában.

## Életpályája
Pallottino Giulio Quirino Giglioli tanítványa volt, és 1933-tól 1940-ig a Museo Nazionale Etrusco di Villa Giulia tudományos munkatársaként Capenában, Cerveteriben és Veii-ben dolgozott. 1957-től Pyrgiben végzett ásatásokat. Tulajdonképpen Pallottino volt az, aki megalapította a modern etruszkológia tudományát és aki a mai [etruszkológusok egy részét is tanította a római egyetemen.
Rengeteget publikált, Rómában kutatási központot hozott létre. Ennek a mai neve C.N.R. per l’Archeologia etrusco-italica. Részt vett egy másik intézmény, az Istituto Nazionale di Studi Etruschi e Italici alapításában is. Ókortudományok területén elért eredményeiért 1982-ben Balzan-díjat, 1984-ben Erasmus-díjat kapott.

## Válogatott publikációi
- Gli Etruschi
- Etruscologia
- L’origine degli Etruschi
- La Sardegna nuragica
- Atlantide, in: Archeologia Classica Nr. 4/1952, P. 229–240.
- Testimonia linguae Etruscae
- Etruskische Kunst
- Civiltà artistica etrusco-italica
- Saggi di Antichità
- Storia della prima Italia
- Origini e storia primitiva di Roma

## Magyarul megjelent művei
- Az etruszkok; ford. Jászay Magda; Gondolat, Bp., 1980